# La Motte-de-Galaure
La Motte-de-Galaure este o comună în departamentul Drôme din sud-estul Franței. În 2009 avea o populație de 776 de locuitori.

## Evoluția populației
| An        | 1975 | 1982 | 1990 | 1999 | 2006 | 2009 |
| --------- | ---- | ---- | ---- | ---- | ---- | ---- |
| Populație | 489  | 441  | 463  | 543  | 670  | 776  |